# Eric Benzekri
Eric Benzekri (* 1973 in Sartrouville, Yvelines) ist ein französischer Drehbuchautor.

## Leben
Eric Benzekri ist in Montesson (Yvelines) aufgewachsen. Schon während seiner Schulzeit engagierte er sich politisch und war 1990 an der Organisation der Schülerproteste in Frankreich beteiligt.
Nach dem Abitur schrieb er sich zwar in einen Vorbereitungskurs zum Studium am Sciences-Po ein, brach ihn aber vorzeitig ab. Er arbeitete zunächst für die Union nationale des étudiants de France (Unef), nahm Kontakt zu der von Jean-Luc Mélenchon und Julien Dray begründeten politischen Bewegung La Gauche socialiste auf und nahm in der Folge an mehreren Wahlkampagnen der Linken teil. Er war Parlamentarischer Assistent (attaché parlementaire) und Redenschreiber für Julien Dray. Von 2000 bis 2002 arbeitete er für Mélenchon, damals Minister im Kabinett Jospin.
2007 zog er sich aus der Politik zurück und begann mit dem Schreiben von Drehbüchern. In diesem Jahr lernte er Jean-Baptiste Delafon kennen. Zusammen mit Delafon erarbeitete er ein Skript für die von Canal+ geplanten Politserie La Présidentielle, deren Realisierung jedoch nicht zustande kam. Ab 2010 schrieb er, oft zusammen mit Delafon, Drehbücher für Fernsehfilme und Serien wie Maison close und Les Lascars. Seit 2016 war er maßgeblich an der Entwicklung der französischen Politserie Baron noir beteiligt.

## Filmografie
- 2009: Maison close, TV-Serie, Drehbuch zusammen mit Jean-Baptiste Delafon
- 2010: L’élu, Drehbuch zusammen mit Éric Toledano und Olivier Nakache
- 2010: Les lascars, TV-Serie, Drehbuch zusammen mit Emmanuel Klotz
- 2011: Les adulescents, Drehbuch zusammen mit Jean-Baptiste Delafon
- 2011: Le conseiller, Drehbuch zusammen mit Hugues Nancy
- 2012: Absolument débordée, Drehbuch zusammen mit Jean-Baptiste Delafon
- 2012: Les lascars – TV-Serie, Drehbuch zusammen mit El Diablo u. a.
- 2013: 16 ans ou presque, Drehbuch zusammen mit Jean-Baptiste Delafon
- 2016–2020: Baron noir, Drehbuch zusammen mit Jean-Baptiste Delafon